# Gordon Albert Diedtrich
Gordon Albert Diedtrich (* 13. Februar 1929 in South Dakota; † 20. August 2017 in Maricopa, Arizona) war ein US-amerikanischer Professor und Politiker.

## Werdegang
Gordon Albert Diedtrich wurde 1929 als Sohn von Jacob D. Diedtrich (1898–1992) und seiner Ehefrau Katherine (1900–1973) in South Dakota geboren. Nach der Volkszählung von 1940 hatte er drei Schwestern, Dora L. (1920–2011), Marie (1921–1988) und Loretta (1924–2010), und einen Bruder namens Elmer (1927–2013). Seine Kindheit war von der Weltwirtschaftskrise überschattet. Die Familie lebte 1940 in Hudson (Edmunds County).
Diedtrich war Dekan für Graduate Studies und Professor emeritus an der Northern State University (NSU). Des Weiteren fungierte er als Executive Secretary vom Commissioner of Education.
Der Gouverneur von South Dakota Nils Boe ernannte ihn 1967 zum Superintendent of Public Instruction von South Dakota, um die Vakanz zu füllen, die durch den Tod von Merrill Franklin Coddington entstand. Er bekleidete den Posten bis 1971. Der Gouverneur von South Dakota Dennis Daugaard ordnete wegen des Todes von Diedtrich für den 23. August 2017 am South Dakota State Capitol in Pierre (Hughes County) Trauerbeflaggung an.
Mit seiner Ehefrau Loraine, geborene Beck, hat Diedtrich eine Tochter namens Debra.